# 高橋春美
髙橋 春美（たかはし はるみ、1990年3月31日 - ）は、関西で活動する兵庫県神戸市出身のラジオDJ。通称はっちゃん、早朝のはっちゃけ娘。

## 人物
血液型はO型。理科検定4級、歴史検定4級の資格を持っている。神戸市立須磨高等学校を卒業後、放送芸術学院 DJ&アナウンス科を2010年3月に卒業した。同期には、DJせぶん、大西結がいる。2013年に所属事務所セイを離れ、大連外国語大学に留学した。留学中に中国の教育部が認定する国際的な中国語の語学検定試験である漢語水平考試(HSK)の5級を取得し、2014年7月に留学を終え、同年9月に帰国した。

## 出演番組

### 過去の出演番組
FM COCOLO
- NIGHT MUSIC EXPO アシスタントDJ

FM滋賀 e-radio
- Rookies(ルーキーズ) （月曜 15:00-19:00、2011年9月5日 - 2013年3月25日）[2]

FM OSAKA
- ラジオ@（ラジオアットマーク）（水曜 20:30-21:00 2009年10月7日 - 2010年3月、メインDJは、せぶん)
- スカッシュ!（金曜 5:00-8:00、2010年10月 - 2012年3月)[3]
- スカッチュ!（2010年10月21日、28日）
- PEACE! （2011年8月まで月曜日のハッチャミングコーナーに出演。また、2011年2月3日にはKOJIの冬休みにより下埜正太と一緒に代打DJを務めた）
- FM OSAKA Monthly Special GIRLS 7→8→9（土曜 25:30-29:00 2011年7月9日、30日、8月20日、9月10日 ）
- よしもとラジオ高校〜らじこー （2015年7月14日、みぃの夏休みにより代理副担任を務めた）

びわ湖大津経済新聞
- びわ経.TV